# Vakuf (Gradiška)
Vakuf (en cirílico: Вакуф) es una aldea de la municipalidad de Gradiška, Republika Srpska, Bosnia y Herzegovina.

## Población
| Composición de la Población - Aldea de Vakuf | Composición de la Población - Aldea de Vakuf | Composición de la Población - Aldea de Vakuf | Composición de la Población - Aldea de Vakuf | Composición de la Población - Aldea de Vakuf |
| -------------------------------------------- | -------------------------------------------- | -------------------------------------------- | -------------------------------------------- | -------------------------------------------- |
|                                              | 2013                                         | 1991                                         | 1981                                         | 1971                                         |
| Total                                        | 346                                          | 416 (100,0%)                                 | 440 (100,0%)                                 | 517 (100,0%)                                 |
| Varones                                      | 172                                          | -                                            | -                                            | -                                            |
| Mujeres                                      | 174                                          | -                                            | -                                            | -                                            |
| Bosniacos                                    | 1                                            | -                                            | -                                            | -                                            |
| Serbios                                      | 338                                          | 412 (99,04%)                                 | 373 (84,77%)                                 | 480 (92,84%)                                 |
| Croatas                                      | 1                                            | -                                            | -                                            | 6 (1,161%)                                   |
| Bosnio                                       | -                                            | -                                            | -                                            | -                                            |
| Gitanos                                      | -                                            | -                                            | -                                            | -                                            |
| Musulmanes                                   | -                                            | -                                            | -                                            | -                                            |
| Montenegrinos                                | -                                            | -                                            | -                                            | -                                            |
| Macedonios                                   | -                                            | -                                            | -                                            | -                                            |
| Albaneses                                    | -                                            | -                                            | -                                            | -                                            |
| Ukranianos                                   | -                                            | -                                            | -                                            | -                                            |
| Eslovenos                                    | -                                            | -                                            | -                                            | 1 (0,193%)                                   |
| Yugoslavos                                   | -                                            | -                                            | 50 (11,36%)                                  | 25 (4,84%)                                   |
| Otros                                        | -                                            | 4 (0,96%)                                    | 17 (3,86%)                                   | 5 (0,97%)                                    |
| Sin declarar                                 | 5                                            | -                                            | -                                            | -                                            |
| Desconocidos                                 | 1                                            | -                                            | -                                            | -                                            |